# Suva Reka (gmina)
Suva Reka (serb. Сува Река, alb. Suharekës) – gmina w Kosowie, w regionie Prizren. Jej siedzibą jest miasto Suva Reka.

## Demografia
W 2011 roku gmina liczyła 59 722 mieszkańców. Większość z nich stanowili etniczni Albańczycy – 99%. Wymieniało się następujące grupy narodowościowe i etniczne:
1. Albańczycy (59 076)
2. Ashkali (493)
3. Romowie (41)
4. Boszniacy (15)
5. Egipcjanie Bałkańscy (5)
6. Turcy (4)
7. Serbowie (2)

## Polityka
W wyborach lokalnych przeprowadzonych w 2017 roku kandydaci Demokratycznej Ligi Kosowa uzyskali 9 z 31 mandatów w radzie gminy. Frekwencja w I turze wyniosła 44,3%. Burmistrzem został Bali Muharremaj.